# Glenn Viel
Glenn Viel, né le 2 janvier 1980 à Versailles dans les Yvelines, est un chef cuisinier français. Il est chef du restaurant l'Oustau de Baumanière, aux Baux-de-Provence, trois étoiles au Guide Michelin.

## Biographie

### Formation et débuts
Fils de militaire, Glenn Viel déménage fréquemment pendant son enfance, vivant à Satory, Poitiers, Le Mans et à La Réunion. Au moment de choisir ses études, il hésite entre une formation pour devenir gendarme ou pour devenir cuisinier. Ayant des difficultés en écriture, il renonce au concours de gendarme et entame en 1996 un BEP cuisine au Lycée professionnel La Closerie à Saint-Quay-Portrieux (Côtes-d'Armor). De 1998 à 2000, il poursuit par un Bac Pro au Lycée Sainte-Catherine au Mans et effectue son stage chez Joël Boillaud à l'Hostellerie du Nord à Auvers-sur-Oise.  
En 2000, Joël Boillaud le place dans la brigade du chef Marc Marchand au Meurice à Paris. Là, Glenn Viel travaille avec Nicolas Sale (sous-chef à l'époque),  Frédéric Simonin, François Perret, Frédéric Marquet. Quand Marc Marchand part en 2002, Glenn Viel quitte également le Meurice pour travailler avec Jean-François Piège au Plaza Athénée mais y reste peu de temps. En 2003, Nicolas Sale lui propose de le rejoindre comme chef de partie au Hyatt Madeleine. Glenn Viel y accède ensuite au poste de sous-chef. En 2006, le groupe Hyatt l'envoie travailler comme sous-chef du Hyatt Regency à Casablanca, au Maroc. Il en claque la porte un an plus tard, après que la direction lui a refusé d'augmenter les salaires de son personnel. 

### Premiers postes de chef
Glenn Viel travaille de nouveau avec Nicolas Sale pendant trois mois au Monte Cristo au Castellet puis devient pour la première fois chef à 28 ans au Peron à Marseille où il décroche rapidement 1 étoile Michelin. En 2010, il collabore un moment au projet d'ouverture d'un restaurant à Nice en tant que co-associé avant de quitter le projet. Glenn Viel décide alors de prendre ses distances avec la gastronomie et part travailler en 2011 comme chef dans la brasserie de luxe  La Caravelle à Bonifacio, où il s'épanouit en proposant une «cuisine honnête, de beaux produits». L'activité étant saisonnière, il finit par prendre pendant l'hiver la place laissée par Nicolas Sale aux cuisines du Kilimandjaro à Courchevel, Nicolas Sale devenant chef exécutif des deux restaurants de Philippe Capezzone (le Kilimandjaro et le Kintessence). En 2013, Glenn Viel et Nicolas Sale décrochent une seconde étoile pour le Kilimandjaro,,. 
Lors de l'hiver 2013-2014, Glenn Viel devient chef de Cheval Blanc à Courchevel (2 étoiles Michelin). L'année suivante, il arrête de travailler aussi bien en Corse que dans les Alpes et participe à un projet d'ouverture de restaurant à Moscou qui ne voit finalement pas le jour.

### L'Oustau de Baumanière
Fin 2014, Glenn Viel participe à une formation à Bora-Bora, pendant laquelle il est contacté par Jean-André Charial,  de l'Oustau de Baumanière (2 étoiles Michelin). Celui-ci cherche un successeur à Sylvestre Wahid avec pour objectif de décrocher une troisième étoile. Peu intéressé au départ, Glenn Viel finit par accepter quand il comprend que Charial lui laissera carte blanche. Le 6 mars 2015, Glenn Viel effectue son premier service comme chef de l’Oustau de Baumanière, où il dirige une brigade de 32 personnes en haute-saison. En 2016, il conserve les deux étoiles du restaurant. 
Glenn Viel y met en place une cuisine écoresponsable. Il développe autour du restaurant un potager bio, des ruches, une ferme pédagogique et fabrique à partir de ses déchets de cuisine ses propres engrais pour le potager. Il y met également en œuvre la technique innovante des cailloux d'assaisonnement pour remplacer le sel.
En septembre 2019, Glenn Viel est un des dix chefs français « engagés dans une gastronomie responsable » mis à l'honneur aux côtés de Florent Ladeyn, Christophe Hay, Jean Sulpice, Olivier Nasti, Julien Allano, Cyril Attrazic, Catherine et Hervé Bourdon, Régis Marcon et Alexandre Couillon dans le livre Les Incontournables.
Le 27 janvier 2020, Glenn Viel obtient la troisième étoile Michelin.

### Participation àTop Chef
Pendant l'automne 2019, Glenn Viel participe au tournage du second épisode de la saison 11 de Top Chef, diffusé le mercredi 26 février 2020 sur M6, et durant l'automne 2020 au tournage de plusieurs épisodes de la saison 12. 
Il devient membre du jury de Top Chef depuis la saison 13,,.

## Décoration
Chevalier de la Légion d'honneur (décret du 14 juillet 2023)